# Brasil Novo
Brasil Novo este un oraș în Pará (PA), Brazilia.